# Balista
Niektóre z zamieszczonych tu informacji od 2021-03 wymagają weryfikacji.
 Po wyeliminowaniu niedoskonałości należy usunąć szablon {{Dopracować}} z tego artykułu.

Szkic balisty – widoczne pęki lin/ścięgien, magazynujące energię do miotania pocisku

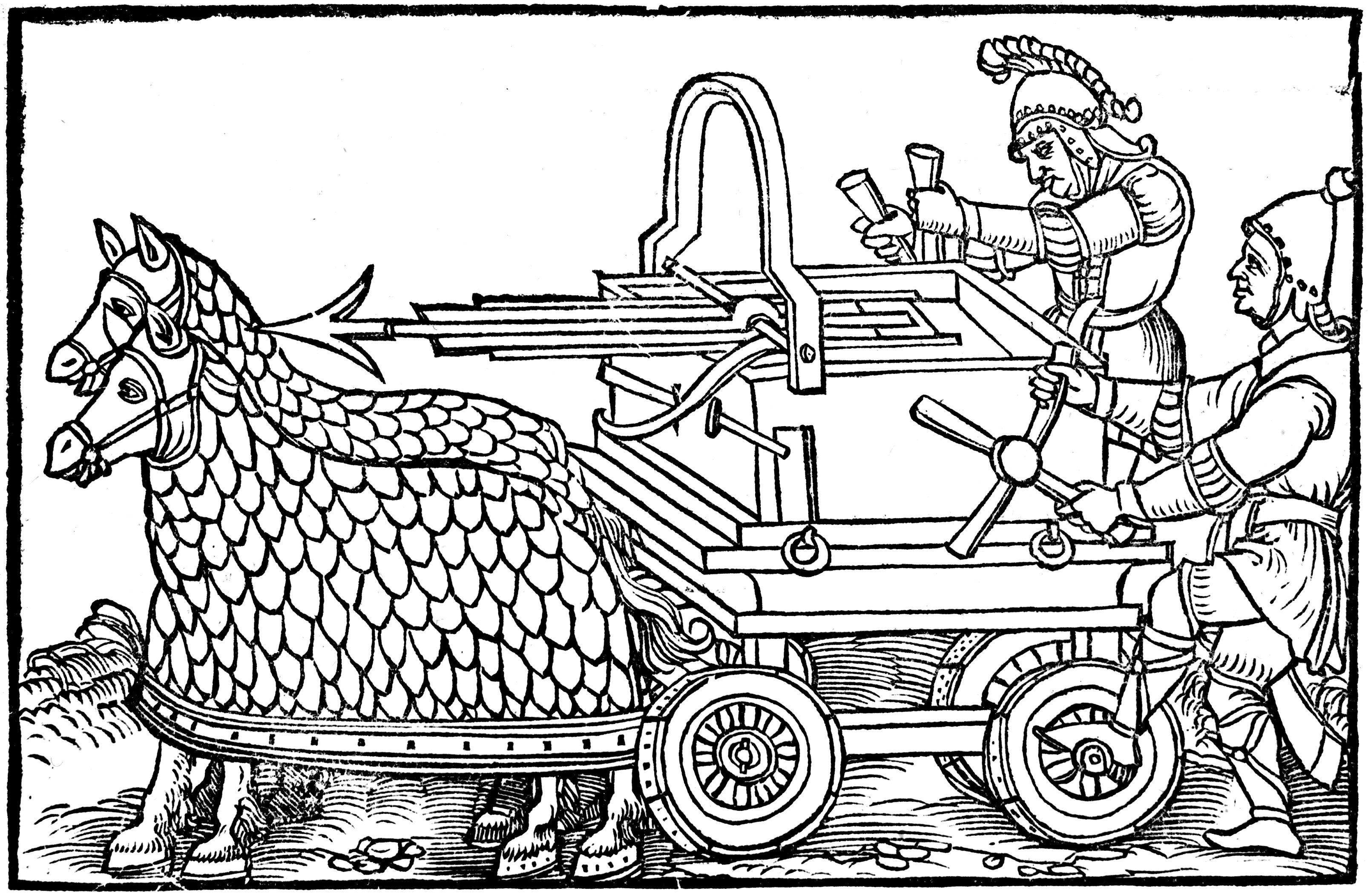
Ruchoma balista w opancerzonym zaprzęgu końskim

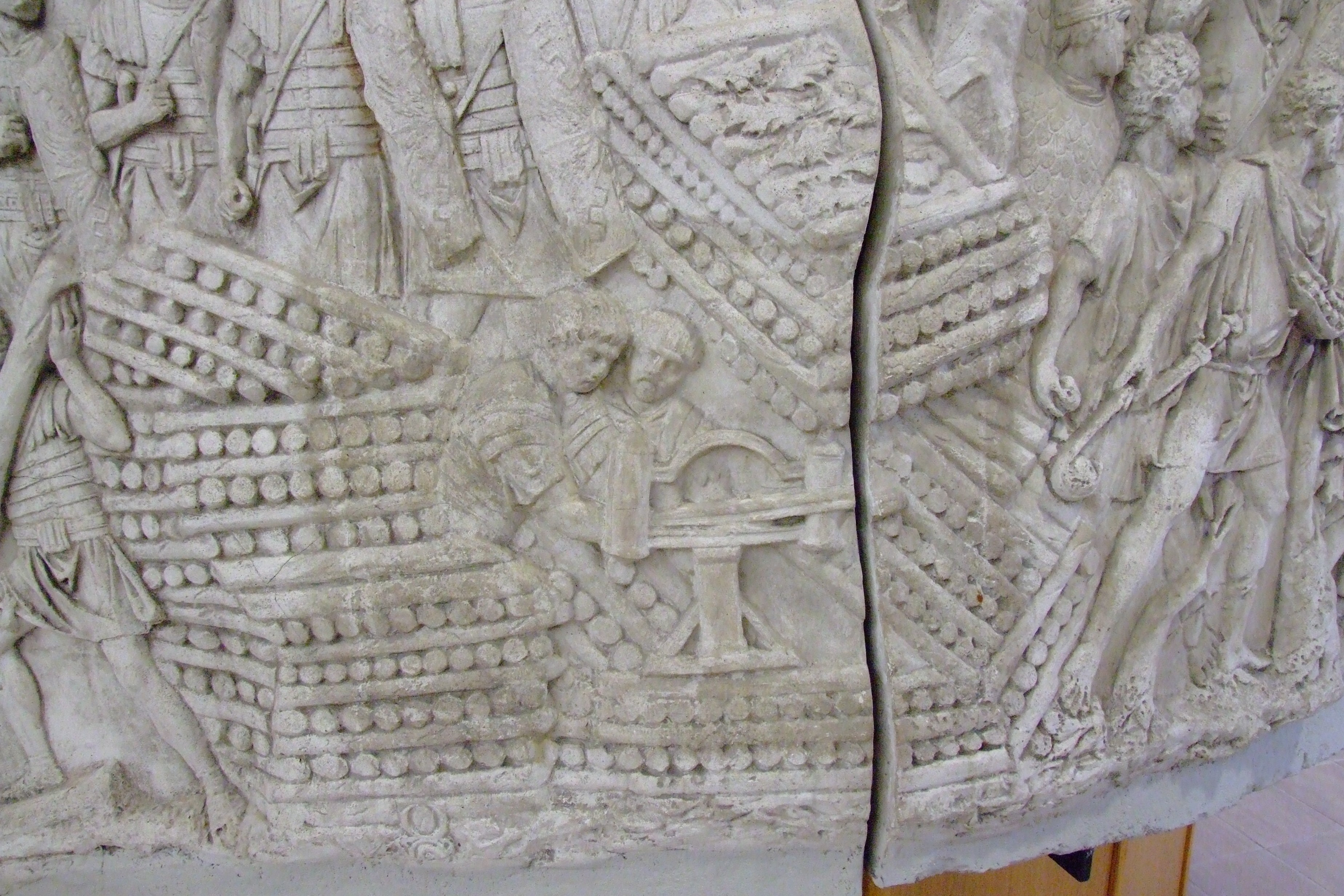
Karrobalista wyobrażona na Kolumnie Trajana

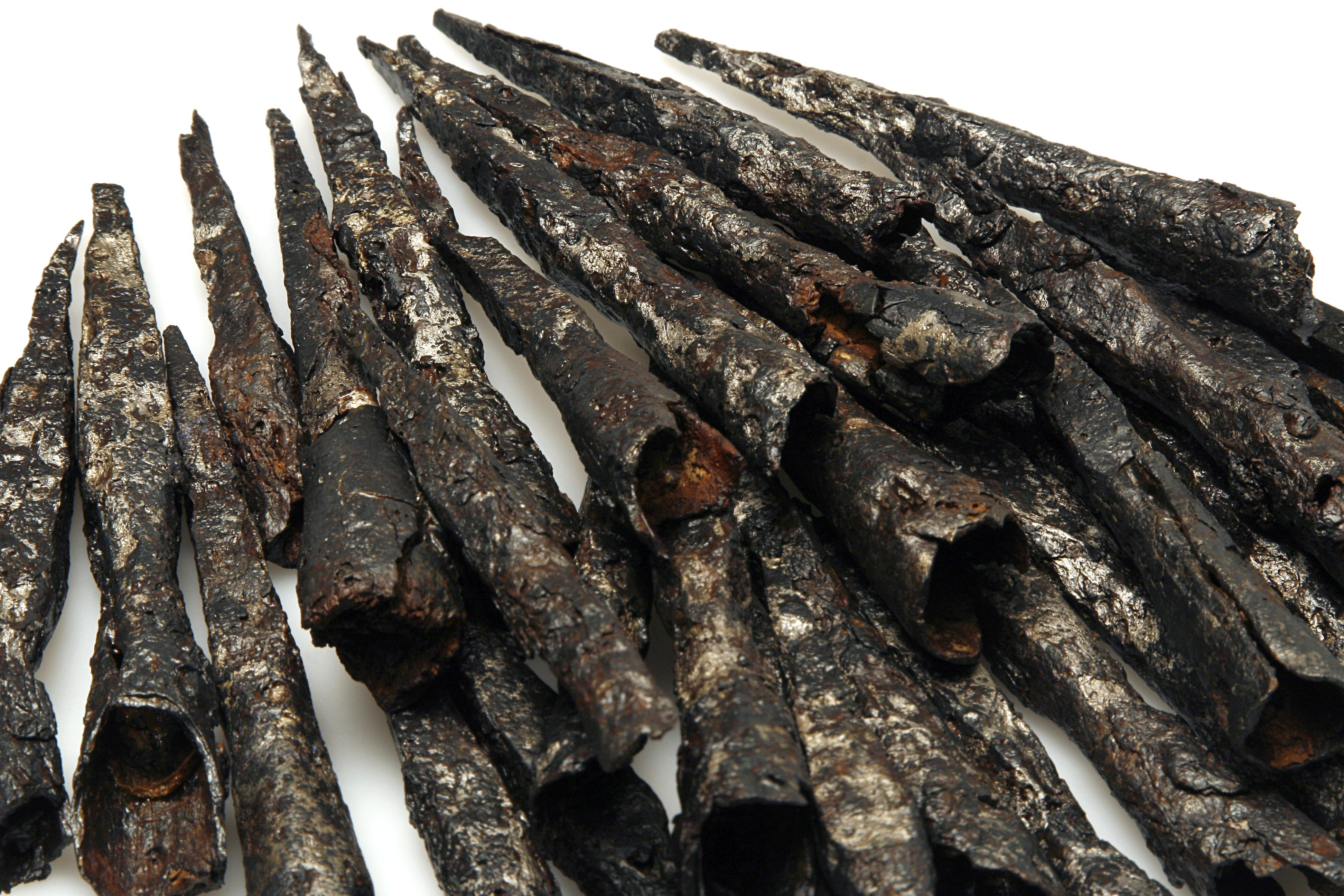
Groty rzymskich balist polowych

Balista (od gr. βαλλειν – „rzucać”) – starożytna neurobalistyczna machina miotająca, najczęściej używana przy oblężeniu miast i umocnień, wystrzeliwująca pociski (belki lub kamienie) po torze płaskim. 
Wynalazek machiny wyrzucającej strzały lub kamienie stromotorowo przez sztywne ramiona, których końce zamocowane były na sprężystych powrozach z końskiego włosia, przypisuje się mieszkańcom Syrii, około 500 roku p.n.e. Podobną broń miotającą pociski płaskotorowo w tym samym czasie wynaleźli też Fenicjanie, ale dopiero po przejęciu tej technologii przez starożytnych Greków można mówić o jej rozwinięciu.

Początkowo machiny te nazwali Grecy katapultami (katapeltai), rozdzielając je później na:
- palintonon – machina miotająca kule stromotorowo, po przejęciu przez Rzymian nazwana balistą; w IV wieku p.n.e. zanikła, zastąpiona przez grecki monankon, nazwany przez Rzymian onagerem;
- euthytonon – machina miotająca strzały i włócznie po torze płaskim, nazwana przez Rzymian catapulta lub scorpio (skorpion), od IV w. p.n.e. znana jako balista[2].

Pierwsze wzmianki o tej broni pochodzą z IV w. p.n.e. z Syrakuz – najprawdopodobniej użyta w bitwie pod Himerą, opisywana była jako broń stawiana na "stojaku" o dwóch długich, drewnianych ramionach i rozpiętych między nimi linach ze ścięgien zwierzęcych (po jednej na ramię), które można było naciągać z pomocą systemu korbowego, a z pomocą spustu gwałtownie rozluźniać, powodując wystrzelenie pocisku znajdującego się w suwnym korytku. Prawidłowe funkcjonowanie i celność zależały od dokładnego zestrojenia ze sobą obu wiązek strun, zwanych z greckiego tonos – sprawdzanie naprężenia odbywało się przez szarpanie każdej wiązki i porównywanie wydawanych dźwięków. Strojenia wyrzutni dokonywano dość często, gdyż na rozstrojenie miało wpływ wiele czynników, np. zmiana warunków atmosferycznych.
Balista miotała pociski (bełty, kule, kamienie, kłody drewna), o wadze od kilku do kilkudziesięciu kg, torem płaskim na kilkaset metrów (najdalszy zanotowany strzał to 630 m); na ogół prowadzono jednak ostrzał z dystansu poniżej 100 m. Pomimo seryjnej produkcji, były to machiny dość drogie – np. euthytonon miotający strzały 2-łokciowe kosztował 480 drachm.
Stosowano też inne rodzaje balist, w których zamiast ścięgien stosowano wiązki taśm spiżowych (chalkotonon), specjalnie kute z brązu sprężyny albo sprężone powietrze (aerotonon). Powstały także urządzenia miotające wiązki strzał i z automatycznym podajnikiem strzał (polybolon).
Po przejęciu tej broni przez Rzymian przyjęto ze względu na budowę nowe nazewnictwo z podziałem na manubalisty (broń ręczna z podpórkami), carrobalisty (na specjalnym wózku z kołami i z dwuosobową obsługą).
Idea działania balisty została przeniesiona w średniowieczu na lekką broń przenośną, taką jak łuk europejski (kusza) czy mobilniejsza arkbalista. Jednak wraz z upadkiem cesarstwa rzymskiego znaczna wiedza o tych wyrzutniach poszła w zapomnienie, a konstrukcje średniowieczne były często o wiele prymitywniejsze od antycznych pierwowzorów. Mimo to balisty stosowano jeszcze po wynalezieniu armat.